# Nantes
Nantes là tỉnh lỵ của tỉnh Loire-Atlantique, thuộc vùng hành chính Pays de la Loire của nước Pháp, có dân số là 280.600 người (thời điểm 2005).
Nantes nằm ở miền tây nước Pháp, nằm bên sông Loire, cách bờ biển Đại Tây Dương 50 km (31 dặm). Đây là thành phố lớn thứ 6 tại Pháp, còn vùng đô thị thì lớn thứ 8 với hơn 800.000 cư dân. 
Nantes, được mệnh danh là thành phố nghệ thuật và lịch sử, là thành phố thủ phủ của vùng Pays de la Loire và tỉnh Loire-Atlantique và cũng là thành phố lớn nhất ở Grand-Ouest (Tây Bắc nước Pháp). Cùng với Vannes, Rennes và Carhaix, nó là một trong những thành phố lớn của tỉnh lịch sử Bretagne, và công quốc cổ đại của Bretagne. Mặc dù chính thức tách ra khỏi Bretagne hơn 60 năm trước, Nantes về văn hóa là Breton và vẫn coi là thành phố thủ đô của nó.

## Khí hậu
| Dữ liệu khí hậu của Nantes, Loire-Atlantique, France     | Dữ liệu khí hậu của Nantes, Loire-Atlantique, France | Dữ liệu khí hậu của Nantes, Loire-Atlantique, France | Dữ liệu khí hậu của Nantes, Loire-Atlantique, France | Dữ liệu khí hậu của Nantes, Loire-Atlantique, France | Dữ liệu khí hậu của Nantes, Loire-Atlantique, France | Dữ liệu khí hậu của Nantes, Loire-Atlantique, France | Dữ liệu khí hậu của Nantes, Loire-Atlantique, France | Dữ liệu khí hậu của Nantes, Loire-Atlantique, France | Dữ liệu khí hậu của Nantes, Loire-Atlantique, France | Dữ liệu khí hậu của Nantes, Loire-Atlantique, France | Dữ liệu khí hậu của Nantes, Loire-Atlantique, France | Dữ liệu khí hậu của Nantes, Loire-Atlantique, France | Dữ liệu khí hậu của Nantes, Loire-Atlantique, France |
| Tháng                                                    | 1                                                    | 2                                                    | 3                                                    | 4                                                    | 5                                                    | 6                                                    | 7                                                    | 8                                                    | 9                                                    | 10                                                   | 11                                                   | 12                                                   | Năm                                                  |
| -------------------------------------------------------- | ---------------------------------------------------- | ---------------------------------------------------- | ---------------------------------------------------- | ---------------------------------------------------- | ---------------------------------------------------- | ---------------------------------------------------- | ---------------------------------------------------- | ---------------------------------------------------- | ---------------------------------------------------- | ---------------------------------------------------- | ---------------------------------------------------- | ---------------------------------------------------- | ---------------------------------------------------- |
| Cao kỉ lục °C (°F)                                       | 18.2 (64.8)                                          | 21.4 (70.5)                                          | 23.8 (74.8)                                          | 28.3 (82.9)                                          | 32.7 (90.9)                                          | 39.1 (102.4)                                         | 42.0 (107.6)                                         | 39.2 (102.6)                                         | 34.3 (93.7)                                          | 30.2 (86.4)                                          | 21.1 (70.0)                                          | 18.4 (65.1)                                          | 42.0 (107.6)                                         |
| Trung bình ngày tối đa °C (°F)                           | 9.0 (48.2)                                           | 9.9 (49.8)                                           | 13.0 (55.4)                                          | 15.5 (59.9)                                          | 19.2 (66.6)                                          | 22.7 (72.9)                                          | 24.8 (76.6)                                          | 25.0 (77.0)                                          | 22.1 (71.8)                                          | 17.5 (63.5)                                          | 12.4 (54.3)                                          | 9.3 (48.7)                                           | 16.7 (62.1)                                          |
| Tối thiểu trung bình ngày °C (°F)                        | 3.1 (37.6)                                           | 2.9 (37.2)                                           | 4.8 (40.6)                                           | 6.4 (43.5)                                           | 9.9 (49.8)                                           | 12.6 (54.7)                                          | 14.4 (57.9)                                          | 14.2 (57.6)                                          | 11.9 (53.4)                                          | 9.4 (48.9)                                           | 5.7 (42.3)                                           | 3.4 (38.1)                                           | 8.3 (46.9)                                           |
| Thấp kỉ lục °C (°F)                                      | −13.0 (8.6)                                          | −15.6 (3.9)                                          | −9.6 (14.7)                                          | −2.8 (27.0)                                          | −1.5 (29.3)                                          | 3.8 (38.8)                                           | 5.8 (42.4)                                           | 5.6 (42.1)                                           | 2.8 (37.0)                                           | −3.3 (26.1)                                          | −6.8 (19.8)                                          | −10.8 (12.6)                                         | −15.6 (3.9)                                          |
| Lượng Giáng thủy trung bình mm (inches)                  | 86.4 (3.40)                                          | 69.0 (2.72)                                          | 60.9 (2.40)                                          | 61.4 (2.42)                                          | 66.2 (2.61)                                          | 43.4 (1.71)                                          | 45.9 (1.81)                                          | 44.1 (1.74)                                          | 62.9 (2.48)                                          | 92.8 (3.65)                                          | 89.7 (3.53)                                          | 96.8 (3.81)                                          | 819.5 (32.26)                                        |
| Số ngày giáng thủy trung bình                            | 12.3                                                 | 10.0                                                 | 10.1                                                 | 10.1                                                 | 10.9                                                 | 7.2                                                  | 6.9                                                  | 6.6                                                  | 8.0                                                  | 11.8                                                 | 12.2                                                 | 13.0                                                 | 119.1                                                |
| Số ngày tuyết rơi trung bình                             | 1.2                                                  | 1.3                                                  | 0.8                                                  | 0.3                                                  | 0.0                                                  | 0.0                                                  | 0.0                                                  | 0.0                                                  | 0.0                                                  | 0.0                                                  | 0.4                                                  | 1.1                                                  | 5.1                                                  |
| Độ ẩm tương đối trung bình (%)                           | 88                                                   | 84                                                   | 80                                                   | 77                                                   | 78                                                   | 76                                                   | 75                                                   | 76                                                   | 80                                                   | 86                                                   | 88                                                   | 89                                                   | 81.4                                                 |
| Số giờ nắng trung bình tháng                             | 73.2                                                 | 97.3                                                 | 141.3                                                | 169.8                                                | 189.0                                                | 206.5                                                | 213.7                                                | 226.8                                                | 193.8                                                | 118.2                                                | 85.8                                                 | 76.1                                                 | 1.791,3                                              |
| Nguồn 1: Meteo France                                    |                                                      |                                                      |                                                      |                                                      |                                                      |                                                      |                                                      |                                                      |                                                      |                                                      |                                                      |                                                      |                                                      |
| Nguồn 2: Infoclimat.fr (độ ẩm, ngày tuyết rơi 1961–1990) |                                                      |                                                      |                                                      |                                                      |                                                      |                                                      |                                                      |                                                      |                                                      |                                                      |                                                      |                                                      |                                                      |

## Các thành phố kết nghĩa
- Saarbrücken, Đức (từ 27 tháng 4 năm 1965)
- Tiflis, Gruzia
- Cardiff, Wales, Vương quốc Liên hiệp Anh và Bắc Ireland
- Jacksonville, Florida, Hoa Kỳ
- Seattle, Washington, Hoa Kỳ

## Những người con của thành phố
- François Benoist, nghệ sĩ đàn ống (organist), nhà soạn nhạc
- Louis-Albert Bourgault-Ducoudray, nhà soạn nhạc
- Anne de Bretagne, nữ công tước của Bretagne và là hoàng hậu của Pháp
- Claire Bretécher, nhà vẽ truyện tranh comic và là nữ tác giả
- Aristide Briand, nhiều lần là thủ tướng và bộ trưởng bộ ngoại giao
- Frederic Cailliaud, nhà nghiên cứu châu Phi
- Jacques Cassard, thuyền trưởng
- Anthony Charteau, vận động viên đua xe đạp
- Georges Clemenceau, nhà báo và chính trị gia,
- Jules Dupré, họa sĩ vẽ phong cảnh
- Joseph Fouché, bộ trưởng Bộ Cảnh sát dưới thời Napoléon
- Jean Graton, vẽ tranh cho truyện comic, tác giả
- Paul Ladmirault, nhà soạn nhạc
- Raphaël Marionneau, DJ và tạo hình
- Peter Ochs, chính trị gia
- Jean-Jacques Renouard de Villayer, chính khách dưới thời vua Louis XIV
- Arnous de Rivière, nhà báo,
- Pierre Roy, họa sĩ
- Jules Verne, nhà văn
- Paul Verne, tác giả